# 索德斯 (紐約州村)
索德斯（英語：Sodus）是位於美國紐約州韋恩縣的村。

## 人口
根據2020年美國人口普查的數據，索德斯的面積為2.44平方千米，皆為陸地。當地共有人口1667人，而人口密度為每平方千米683人。